# Открито първенство на Франция 2014
Ролан Гарос 2014 е тенис турнир, провеждащ се на кортове в „Stade Roland Garros“ във времето между 25 май и 8 юни 2014 г. Това е 113-ото издание на надпреварата и е вторият турнир от Големия шлем за годината.
Рафаел Надал е шампионът на сингъл от последните 4 години. Той триумфира за пети пореден път и общо девети, след като побеждава Новак Джокович във финалната среща. Това е 14-а титла от Големия шлем за Надал; той става първият тенисист с 5 поредни титли от Ролан Гарос, както и единственият състезател с поне една титла от Големия шлем в рамките на 10 последователни години.
Серина Уилямс е миналогодишната шампионка на сингъл. Тя не успява да повтори успеха си, тъй като е отстранена от Гарбине Мугуруса във втори кръг. Мария Шарапова печели втората си титла от Ролан Гарос и общо 5-а от Големия шлем, след като надиграва Симона Халеп във финалния двубой.
За първи път шампионите от Australian Open (Ли На и Станислас Вавринка) губят още в първи кръг на Откритото първенство на Франция. Също така, за първи път на турнир от Големия шлем в Откритата ера първите три поставени тенисистки (Уилямс, Ли и Агнешка Радванска) не успяват да достигнат до осминафиналната фаза.

## Точки и награден фонд

### Ключ
1. Ш – шампион
2. Ф – финалист
3. ПФ – полуфиналисти
4. ЧФ – четвъртфиналисти
5. ОФ – осминафиналист
6. 3К – тенисист, загубил в трети кръг
7. 2К – тенисист, загубил във втори кръг
8. 1К – тенисист, загубил в първи кръг
9. К – тенисист, преминал квалификациите
10. К3 – тенисист, загубил в трети кръг на квалификациите
11. К2 – тенисист, загубил във втори кръг на квалификациите
12. К1 – тенисист, загубил в първи кръг на квалификациите

### Точки
| Събитие     | Ш    | Ф    | ПФ  | ЧФ  | ОФ  | 3К  | 2К | 1К | К  | К3 | К2 | К1 |
| Сингъл мъже | 2000 | 1200 | 720 | 360 | 180 | 90  | 45 | 10 | 25 | 16 | 8  | 0  |
| Двойки мъже | 2000 | 1200 | 720 | 360 | 180 | 90  | 0  | –  | –  | –  | –  | –  |
| Сингъл жени | 2000 | 1300 | 780 | 430 | 240 | 130 | 70 | 10 | 40 | 30 | 20 | 2  |
| Двойки жени | 2000 | 1300 | 780 | 430 | 240 | 130 | 10 | –  | –  | –  | –  | –  |

### Награден фонд
Общата сума на наградния фонд е €25 018 900, с €3 милиона повече от предходната година.
| Събитие         | Ш          | Ф        | ПФ       | ЧФ       | ОФ       | 3К      | 2К      | 1К      | К3      | К2    | К1    |
| Сингъл          | €1 650 000 | €825 000 | €412 500 | €220 000 | €125 000 | €72 000 | €42 000 | €24 000 | €11 000 | €5500 | €2750 |
| Двойки*         | €400 000   | €200 000 | €100 000 | €55 000  | €31 000  | €17 000 | €8500   | –       | –       | –     | –     |
| Смесени двойки* | €110 000   | €55 500  | €27 750  | €14 000  | €7500    | €3750   | –       | –       | –       | –     | –     |

* на отбор

## Събития

### Сингъл мъже
Рафаел Надал побеждава  Новак Джокович с резултат 3 – 6, 7 – 5, 6 – 2, 6 – 4.

### Сингъл жени
Мария Шарапова побеждава  Симона Халеп с резултат 6 – 4, 6 – 7(5 – 7), 6 – 4.

### Двойки мъже
Жулиен Бенето /  Едуар Роже-Васлен побеждават  Марсел Гранойерс /  Марк Лопес с резултат 6 – 3, 7 – 6(7 – 1).

### Двойки жени
Сие Шу-вей /  Шуай Пън побеждават  Сара Ерани /  Роберта Винчи с резултат 6 – 4, 6 – 1.

### Смесени двойки
Анна-Лена Грьонефелд /  Жан-Жулиен Ройер побеждават  Юлия Гьоргес /  Ненад Зимонич с резултат 4 – 6, 6 – 2, [10 – 7].